# スネーク・プリスキン
スネーク・プリスキン（Snake Plissken）は、ジョン・カーペンター監督の近未来アクション映画『ニューヨーク1997』および『エスケープ・フロム・L.A.』に登場する架空の人物。同作品の主人公である。人間。男性。
演じたのはカート・ラッセル。日本では「スネーク・プリスケン」と表記されることが多い。
「スネーク」と言うのはあだ名であり、本名はS.D.プリスキン（『ニューヨーク1997』での設定）、またはボブ・プリスキン（『エスケープ〜』での設定）である。世紀末の荒廃した世界を舞台に、理不尽な政府や無法者達を相手に孤軍奮闘する、伝説的なアウトロー（無法者、犯罪者）として描かれている。
犯罪者になる前の経歴は劇中では断片的に触れられているだけであるが、元はアメリカ合衆国の軍人（特殊部隊中尉）であったことが明らかとなっている。名誉負傷賞2回、最年少で大統領から叙勲された英雄という、輝かしい軍歴を持つ。その後彼がいかにして犯罪者の道を歩むことになったのか語られてはいない。
ぼさぼさの長髪に無精ヒゲ、アイパッチで覆った左目がトレードマーク。喫煙者で革ジャンを好んで着用、常に「面倒くさい」「かったるい」を絵に描いたような無骨な表情を浮かべている。ワイルドで男臭いその風貌は、『エスケープ〜』では政府側の人間に「時代錯誤」「20世紀的」と揶揄されている（『エスケープ〜』の年代設定は2013年）。
その名は無法者達の間では一種の伝説となっているが、名前が一人歩きしている所もある。顔を見るだけで「アンタ、スネークだろ?」と畏敬の念をもって迎えられる有名人であるが、「もっと背が高いと思っていた」などと言われることもある。
元軍人であるだけに戦闘には長けているが、超人的な力を持つスーパーヒーローではなく、ドジを踏んでピンチに陥ることも度々。しかし絶対に諦めない不屈の精神と強運の持ち主であり、何度も「死んだ」と言う噂を立てられるが、その都度しぶとく生き延びて来た。勝つためには手段を選ばず、二重三重のトリックで相手を欺くのが得意。
性格はややひねくれており、一匹狼ゆえに基本的に他人を信用しない。これは、過去に何度も仲間から裏切られていることに起因していると思われる。特に政府の人間に対しては、強い嫌悪を抱いているようである。劇中では自分の命がかかっているため、不本意な任務を引き受けるが、実際の所彼にとって真の敵とは、自分と同じ無法者達ではなく、偽善の塊のような国家権力であることが暗示されている。『ニューヨーク1997』のラストでは、大統領の録音テープをすり替えて国際会議をぶち壊し、『エスケープ・フロム〜』のラストでは、政府が開発した機密兵器を起動させて、全世界のエネルギー技術を無力化させると言う、とんでもない行動を取っているが、これは権力のために人の命を弄ぶ政府への、皮肉とも言える手痛いしっぺ返しであった。
本名の「プリスキン」で呼ばれると「スネークと呼べ」とうそぶき、逆にあだ名の「スネーク」で呼ばれると「俺の名はプリスキンだ」と答える、あまのじゃくな一面がある。
彼を主人公にした公式作品として、上記2つの映画の他、本国アメリカではコミック作品"John Carpenter's Snake Plissken Chronicles"が出版されている。続編やTVシリーズ、ゲーム制作のなどの企画もあったが、諸事情によりこちらは実現には到らなかったようである。
またそのキャラ設定は、コナミのゲーム『メタルギアソリッド』シリーズの主人公「ソリッド・スネーク」のモデルとなっている。『メタルギアソリッド2』では自身のことを「イロコィ・プリスキン」と名乗っていた。
| スタブアイコン | サブスタブ | この項目は、まだ閲覧者の調べものの参照としては役立たない、映画に関連した書きかけの項目です。この項目を加筆・訂正などしてくださる協力者を求めています（P:映画/PJ:映画）。 |